# Jordi Peris Blanes
Jordi Peris Blanes (València, 10 de setembre de 1972) és un polític i professor universitari valencià.
És professor a la Universitat Politècnica de València, especialitzat en participació ciutadana i cooperació per al desenvolupament. Fou regidor i portaveu de la plataforma València en Comú a l'Ajuntament de València de 2015 a 2017.

## Biografia
Enginyer de telecomunicacions i doctorat en gestió de projectes i innovació per la Universitat Politècnica de València, Jordi Peris s'interessa per les qüestions socials i polítiques quan s'integra en la delegació valenciana de l'ONGD Enginyers Sense Fronteres on arriba a ser president. A més a més crea el grup de recerca 'Grup d'Estudis en Desenvolupament, Cooperació i Ètica' juntament amb altres docents i personal investigador centrant-se en qüestions com la governança, la participació, els processos de planificació, la rendició de comptes, el canvi climàtic, la mobilització social, l'educació per al desenvolupament o la defensa de drets.
El gener de 2015 guanya l'elecció per a liderar la plataforma ciutadana Guanyem que més tard esdevingué en la candidatura política València en Comú que Peris va encapçalar a les eleccions municipals de València de 2015. La nova plataforma, on s'agrupava també Podem, aconseguí tres representants i s'integrà en l'equip de govern que dirigeix l'alcalde Joan Ribó (Compromís). Jordi Peris va assumir la delegació d'energies renovables i canvi climàtic tot i que no va finalitzar la legislatura dimitint el juliol de 2017 cansat de les tensions internes a la seua plataforma política.
A les eleccions de 2019 es va integrar en les llistes municipals de Compromís com a independent, no resultant elegit, i mesos després formalitzà la seua militància en Iniciativa del Poble Valencià, partit integrat a la coalició Compromís.